# Thierry Tulasne
Thierry Tulasne (Aix-les-Bains, 12 luglio 1963) è un allenatore di tennis ed ex tennista francese.

## Carriera
Ottenne il suo best ranking in singolare il 4 agosto 1986 con la 10ª posizione mentre nel doppio divenne il 28 aprile 1986, il 112º del ranking ATP.
Come junior vinse nel 1980 il torneo di Wimbledon superando in finale il tedesco Hans-Dieter Beutel in tre set. Da professionista riuscì a raggiungere la vittoria finale in cinque tornei del circuito ATP e in due tornei del circuito challenger. Il suo primo successo avvenne nel 1981 nello Swedish Open dove superò il padrone di casa Anders Järryd in due rapidi set.
Ha fatto parte della squadra francese di Coppa Davis dal 1981 al 1988 con un bilancio finale di dieci vittorie e nove sconfitte. Dopo il ritiro, avvenuto nel 1991 ha allenato i francesi Sébastien Grosjean, Paul-Henri Mathieu e Gilles Simon.

## Statistiche

### Singolare

#### Vittorie (5)
| Legenda                                                      |
| Grande Slam (0)                                              |
| ATP Tour World Championships / Tennis Masters Cup (0)        |
| ATP Super 9 / Tennis Masters Series (0)                      |
| ATP Championships Series / ATP International Series Gold (0) |
| ATP World Series / ATP International Series (5)              |

| Numero | Data              | Torneo                                        | Superficie    | Avversario in finale | Punteggio               |
| 1.     | 20 luglio 1981    | Swedish Open, Båstad                          | Terra rossa   | Anders Järryd        | 6-2, 6-3                |
| 2.     | 10 giugno 1985    | ATP Bologna Outdoor, Bologna                  | Terra rossa   | Claudio Panatta      | 6-2, 6-0                |
| 3.     | 9 settembre 1985  | Campionati Internazionali di Sicilia, Palermo | Terra rossa   | Joakim Nyström       | 6-3, 6-1                |
| 4.     | 23 settembre 1985 | Torneo Godó, Barcellona                       | Terra rossa   | Mats Wilander        | 0-6, 6-2, 3-6, 6-4, 6-0 |
| 5.     | 10 marzo 1986     | Lorraine Open, Metz                           | Sintetico (i) | Broderick Dyke       | 6-4, 6-3                |

| Legenda tornei minori |
| Challenger (2)        |
| Futures (0)           |

| Numero | Data           | Torneo                               | Superficie  | Avversario in finale | Punteggio     |
| 1.     | 19 giugno 1989 | Hossegor Challenger, Soorts-Hossegor | Terra rossa | Bruno Orešar         | 6-3, 2-6, 6-1 |
| 2.     | 26 marzo 1990  | Estoril Challenger, Estoril          | Terra rossa | Christian Miniussi   | 6-2, 3-2r     |

#### Finali perse (4)
| Numero | Data              | Torneo                                            | Superficie  | Avversario in finale | Punteggio     |
| 1.     | 21 settembre 1981 | Bordeaux Open, Bordeaux                           | Terra rossa | Andrés Gómez         | 6-7, 6-7, 1-6 |
| 2.     | 28 aprile 1986    | U.S. Men's Clay Court Championships, Indianapolis | Terra rossa | Andrés Gómez         | 4-6, 6-7      |
| 3.     | 28 luglio 1986    | Sovran Bank Classic, Washington                   | Terra rossa | Karel Nováček        | 1-6, 6-7      |
| 4.     | 8 settembre 1986  | Geneva Open, Ginevra                              | Terra rossa | Henri Leconte        | 5-7, 3-6      |